# 得閭叔穀
得闾叔榖（？—？），姞姓，孔氏，名榖，孔达之子，中国春秋时期卫国大夫。前595年，在晋国的压力下，孔达请死，卫穆公杀死孔达。孔达有子得闾叔榖仍为大夫。得闾叔榖的儿子就是拥立卫献公的孔成子孔烝锄。被孔子称为“敏而好学、不耻下问”的孔文子孔圉（孔悝之父）是得闾叔榖的玄孙。